# 会田桃子
会田 桃子（あいだ ももこ、1975年5月27日 - ）は、日本のヴァイオリニスト、ミュージシャン、歌手、作曲家、編曲家。横浜市出身。
日本・海外で活動している日本人ヴァイオリニストである。アルゼンチンタンゴが根幹にあるものの、ジャズ、ポップス、クラシックにも造詣が深い。近年はミュージカルや舞台などにも取り組んでいる。

## 来歴
3歳の時からヴァイオリンを習い、桐朋女子高等学校音楽科を経て桐朋学園大学音楽学部器楽科を卒業する。それに伴い、学士（音楽）の学位を取得する。アルゼンチン・ブエノスアイレス市立タンゴオルケスタ学校に短期留学した。
1999年4月、小松亮太が率いる「ザ　タンギスツ」のソロバイオリン奏者として、デビューを果たす。
2014年4月、ソロアルバムをリリース後、11月に南米ツアーをサンチャゴ、サンペドロデアタカマ、ブエノスアイレスの3都市で実施する。
2014年７月、韓国ソウルアートセンターの大ホール（2000人規模）で自身のタンゴバンド「クアトロスエントス」単独コンサートを開催した。
2017年5月、首相官邸にて催されたアルゼンチン大統領来日歓迎会晩餐会に、日亜文化交流への貢献・功績を認められ招待される。同年、女優・渡辺えりとともにタンゴのショーやライブの企画を始めた。
現在、アルゼンチンタンゴプレーヤーとしての活動を軸に、ジャズ、ポップス、シャンソン、ラテンなどソロバイオリニストとして活動する。
編曲家としても活動し、アーティストへの楽曲なども提供している。
2019年1月、ミュージカル「ナターシャ・ピエール・アンド・ザ・グレート・コメット・オブ・1812」に出演。その後、舞台やミュージカルなど役者としても活動している。